# 고성 내산리 고분군
고성 내산리 고분군(固城 內山里 古墳群, 영어: Ancient Tombs in Naesan-ri, Goseong)은 대한민국 경상남도 고성군 동해면에 위치한 가야시대의 무덤이다. 1963년 1월 21일 대한민국의 사적 제120호 고성내산리고분군으로 지정되었으나, 2011년 현재의 명칭으로 변경되었다.

## 현지 안내문
고성군 동해면의 성산을 배경으로 해안을 바라보는 낮은 언덕과 평지에 모여있는 가야 무덤들이다.
이곳에는 100여 기의 무덤이 있었다고 전해지나 현재 60여 기만 남아있다. 봉토의 지름이 10m 안팎인 것이 40여 기이며, 15m 이상의 것도 20기정도 있다.
내부시설은 구덩이식돌널무덤(수혈식석곽묘)으로 가야지역의 일반적 형식을 따르고 있다. 경질토기와 철기류가 출토되었고 부근에서 회청색 경질토기편이 채집되어 대략 6세기경 유적지로 추측된다.『삼국사기』에 보이는 고자국(古自國)과 소가야의 관문을 지키는 역할을 한 세력이 있었던 곳으로 보고 있다.

## 참고 자료
- 고성 내산리 고분군 - 국가유산청 국가유산포털
- 한국저작권위원회 공유마당에 있는 사진